# Konoe Taneie
Konoe Taneie (近衛 稙家 1503 – 1566?) fue un kuge (cortesano) que actuó de regente durante la era Muromachi. Fue hijo del regente Konoe Hisamichi.
Ocupó la posición de kanpaku del Emperador Go-Kashiwabara y del Emperador Go-Nara entre 1525 y 1533, y nuevamente como kanpaku del Emperador Go-Nara entre 1536 y 1542.
Entre sus hijos estaban Konoe Sakihisa y una consorte del shōgun Ashikaga Yoshiteru.